# Ishøj Volley
L'Ishøj Volley è una società pallavolistica maschile danese con sede a Ishøj: milita nel campionato di 1. Division.

## Storia
L'Ishøj Volley viene fondato il 13 settembre 1996. Debutta nella VolleyLigaen nella stagione 2014-15: nell'annata successiva raggiunge la finale in Coppa di Danimarca, persa contro il Marienlyst, mentre in quella 2016-17 partecipa per la prima al Nordic Club Championships, eliminato nella fase a gironi.
Al termine dell'annata 2019-20 retrocede in 1. Division.

## Rosa 2019-2020
| N° | Nome               | Ruolo | Data di nascita  | Nazionalità sportiva |
| -- | ------------------ | ----- | ---------------- | -------------------- |
| 3  | Wojciech Ranecki   | P     | 11 agosto 1990   | Polonia              |
| 5  | Asmus Böttcher     | P     | 10 agosto 1992   | Danimarca            |
| 6  | Erich Perau        | S     | 12 novembre 1994 | Canada               |
| 7  | Ethan Garrett      | S     | 1º febbraio 2001 | Australia            |
| 8  | Clayton Couchman   | C     | 27 febbraio 1991 | Canada               |
| 10 | Andis Cimoška      | C     | 10 luglio 1991   | Lettonia             |
| 11 | Casper Bramm       | C     | 29 ottobre 1999  | Danimarca            |
| 12 | Dimo Baykov        | L     | 27 aprile 1998   | Bulgaria             |
| 13 | Apech Pac          | O     | 12 ottobre 1999  | Australia            |
| 14 | Jordan Darlington  | C     | 14 ottobre 1992  | Canada               |
| 15 | Jackson Holland    | L     | 30 dicembre 1998 | Australia            |
| 16 | Ali Safari         | S     | 3 marzo 1997     | Danimarca            |
| 17 | Jonas Marcussen    | C     | 22 marzo 2001    | Danimarca            |
| 18 | Oliver Christensen | C     | 11 luglio 2003   | Danimarca            |